# Стіві Лайл
Стіві Лайл (англ. Stevie Lyle; народився 4 грудня 1979 у м. Кардіфф, Уельс) — британський хокеїст, воротар.    
Вихованець хокейної школи «Кардіфф Девілс». Виступав за «Кардіфф Девілс», «Плімут Вейлерс» (ОХЛ), «Манчестер Сторм», «Гілфорд Флеймс», «Брекнелл Біз», «Шеффілд Стілерс», ХК «Апп'яно», «Морзін-Авор'яз», «Бейзінстоук Байсон», «Белфаст Джаєнтс».
У складі національної збірної Великої Британії учасник кваліфікаційного турніру до зимових Олімпійських ігор 2010, учасник чемпіонатів світу 1997 (група B), 1999 (група B), 2001 (дивізіон I), 2002 (дивізіон I), 2007 (дивізіон I), 2008 (дивізіон I), 2009 (дивізіон I) і 2010 (дивізіон I). У складі молодіжної збірної Великої Британії учасник чемпіонату світу 1996 (група C). 